# Bulbophyllum malachadenia
Bulbophyllum malachadenia là một loài phong lan thuộc chi Bulbophyllum.